# Lo Nuestro
 (octobre 2023).
Si vous disposez d'ouvrages ou d'articles de référence ou si vous connaissez des sites web de qualité traitant du thème abordé ici, merci de compléter l'article en donnant les références utiles à sa vérifiabilité et en les liant à la section « Notes et références ».

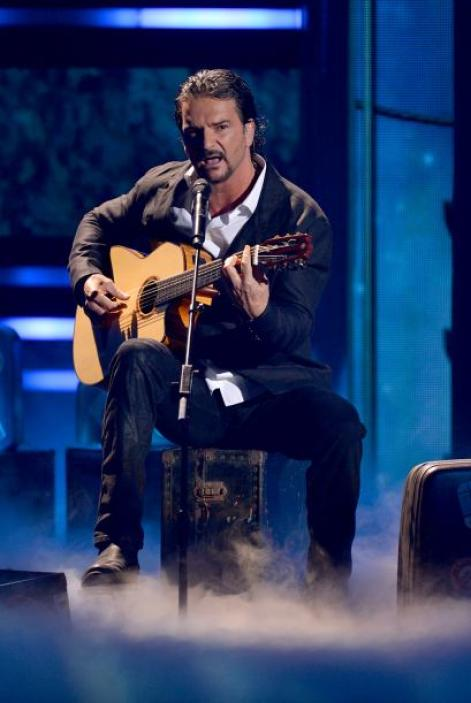
Lo Nuestro

Le Prix Lo Nuestro (en espagnol, Premio Lo Nuestro) est une récompense de musique latine décernée par Univision depuis 1989. Ce sont les directeurs de programmation de radios qui votent[réf. nécessaire]. La cérémonie est retransmise à la télévision : c'est l'évènement le plus suivi par les Latino-Américains[réf. nécessaire].
Différents chanteurs, acteurs, présentateurs et célébrités du monde latin se produisent chaque année à cet événement. Le programme est diffusé sur le continent américain. Le prix a été caractérisé depuis sa création pour récompenser les représentants les plus prestigieux du monde musical latin comme Thalía, Luis Miguel, Juan Luis Guerra, Ana Gabriel, Gloria Trevi, Ricky Martin, Olga Tañón, Paulina Rubio, Juanes, José Feliciano, Chayanne, Gloria Estefan, Shakira, Ricardo Arjona, ou encore Graciela Beltrán.

## Liste des éditions
- Lo Nuestro 1989
- Lo Nuestro 1990
- Lo Nuestro 1991
- Lo Nuestro 1992
- Lo Nuestro 1993
- Lo Nuestro 1994
- Lo Nuestro 1995
- Lo Nuestro 1996
- Lo Nuestro 1997
- Lo Nuestro 1998
- Lo Nuestro 1999
- Lo Nuestro 2000
- Lo Nuestro 2001
- Lo Nuestro 2002
- Lo Nuestro 2003
- Lo Nuestro 2004
- Lo Nuestro 2005
- Lo Nuestro 2006
- Lo Nuestro 2007
- Lo Nuestro 2008
- Lo Nuestro 2009
- Lo Nuestro 2010
- Lo Nuestro 2011
- Lo Nuestro 2012
- Lo Nuestro 2013
- Lo Nuestro 2014
- Lo Nuestro 2015
- Lo Nuestro 2016
- Lo Nuestro 2017
- Lo Nuestro 2018
- Lo Nuestro 2019
- Lo Nuestro 2020
- Lo Nuestro 2021
- Lo Nuestro 2022
- Lo Nuestro 2023
- Lo Nuestro 2024